# ظاهرة قهوة
ظاهرة قهَوة هي  ظاهرة لغوية عربية منتشرة في العديد من اللهجات البدوية وذات الأصل البدوي، وتحدث حين وقوع السكون على أحد من حروف (الهاء، والحاء، والخاء، والعين، والغين) بعد فتحة، حيث يبدل السكون بفتحة. تُعرف الظاهرة باسم "قَهَوة" لأنها تحدث في كلمة "قهوة"، حيث تُلفظ "قْهَوَة" أو "قَهَوَة" بفتح الهاء.

## لهجات تقع فيها الظاهرة
- اللهجات النجدية
- اللهجات الحجازية البدوية
- لهجات بدو الشام
- اللهجة الخليجية [1]
- لهجة بدو سيناء [2]
- لهجة بدوالصحراء الشرقية
- لهجة بدو صحراء النقب
- اللهجة القشقدارية في أوزبكستان (انظر: عربية آسيا الوسطى). [3]

## أمثلة لغوية
- قَهْوَة ← قَهَوَة، أو قْهَوَة
- نَخْلَة ← نَخَلَة، أو نْخَلَة
- يَخْبُط ← يَخَبُط، أو يْخَبُط
- أَحْمَر ← أَحَمَر، أو حَمَر
- بَحْر ← بَحَر